# 8 Marta
8 Marta (en ruso: 8 Марта, 8 de marzo) es un posiólok del raión de Séverskaya, en el krai de Krasnodar de Rusia. Está situado en el borde septentrional del Cáucaso occidental, 3 km al norte de Séverskaya y 33 km al suroeste de Krasnodar, la capital del krai. Tenía 48 habitantes en 2010.
Pertenece al municipio Séverskoye.